# Expanded Programme of Technical Assistance
Expanded Programme of Technical Assistance (förkortat EPTA) var ett FN-program för teknisk assistans som grundades 1949. 1971 slog programmet ihop med United Nations Special Fund till FN:s utvecklingsprogram.